# Bompàs
|  | Aquest article tracta sobre un municipi rossellonès. Si cerqueu el municipi occità, vegeu «Bompàs (Arieja)». |

Bompàs ([bum'pas], en francès Bompas) és el poble cap del municipi del mateix nom, de la comarca del Rosselló, a la Catalunya del Nord. És al nord-est de Perpinyà, a la riba esquerra de la Tet, a la zona nord del centre de la comarca. Pertany a la subcomarca de la Salanca.
Situat a la vora de la Tet, en el camí de Salses a Ruscino, s'anomenava abans Malpàs. El nom va ser canviat al segle xiii després de la construcció d'un pont sobre el riu que servia per a evitar el mal pas, a gual, que hi havia abans.
La dita diu: A Torrelles i a Bompàs hi ha més carlins que republicans. El malnom dels bompassencs és ventregrocs.

## Etimologia
Joan Coromines estableix que Bompàs prové del pas o gual per on discorria el camí de Clairà i Bompàs a Perpinyà, antigament passant per Castellrosselló, concretament el Pas de la Colomina, prop de la Colomina d'Oms; segons Coromines, el que era anomenat un mal pas pels pobles veïns, era anomenat bon pas pels del poble de Bompàs. El que està documentat és que abans del segle xiii els documents parlen de Malpàs, fins llavors el cognom dels senyors del lloc, i que a partir del 1300 la denominació més comuna és la del nom probablement melioratiu de Bompàs, sovint grafiada Bon pas, com encara fan alguns estudiosos.

## Geografia

Situació de la comuna de Bompàs en el Rosselló

### Localització i característiques generals del terme
Bompàs es troba dins de la plana del Rosselló, a la vora nord de la Tet, a una desena de quilòmetres de la mar Mediterrània i enganxada al terme de Perpinyà, que l'envolta pel sud i oest. El terme s'estén en una terrassa baixa del Tet, en terres formades per al·luvions en el quaternari més recent. Havia estat un territori pantanós, d'on el nom de la població.
El límit meridional del terme és la Tet, però només un petit tram. La resta del termenal és de caràcter arbitrari, i no segueix cap mena d'accident natural.
Termes municipals limítrofs:
| Pià      |  | Clairà                   |
|          |  | Vilallonga de la Salanca |
| Perpinyà |  |                          |

### El poble de Bompàs

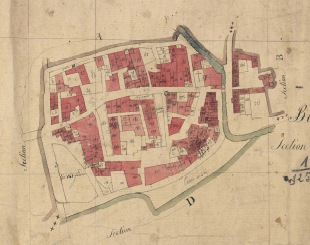
Bompàs en el Cadastre napoleònic del 1812 (Arxius Departamentals dels Pirineus Orientals, ADPO)

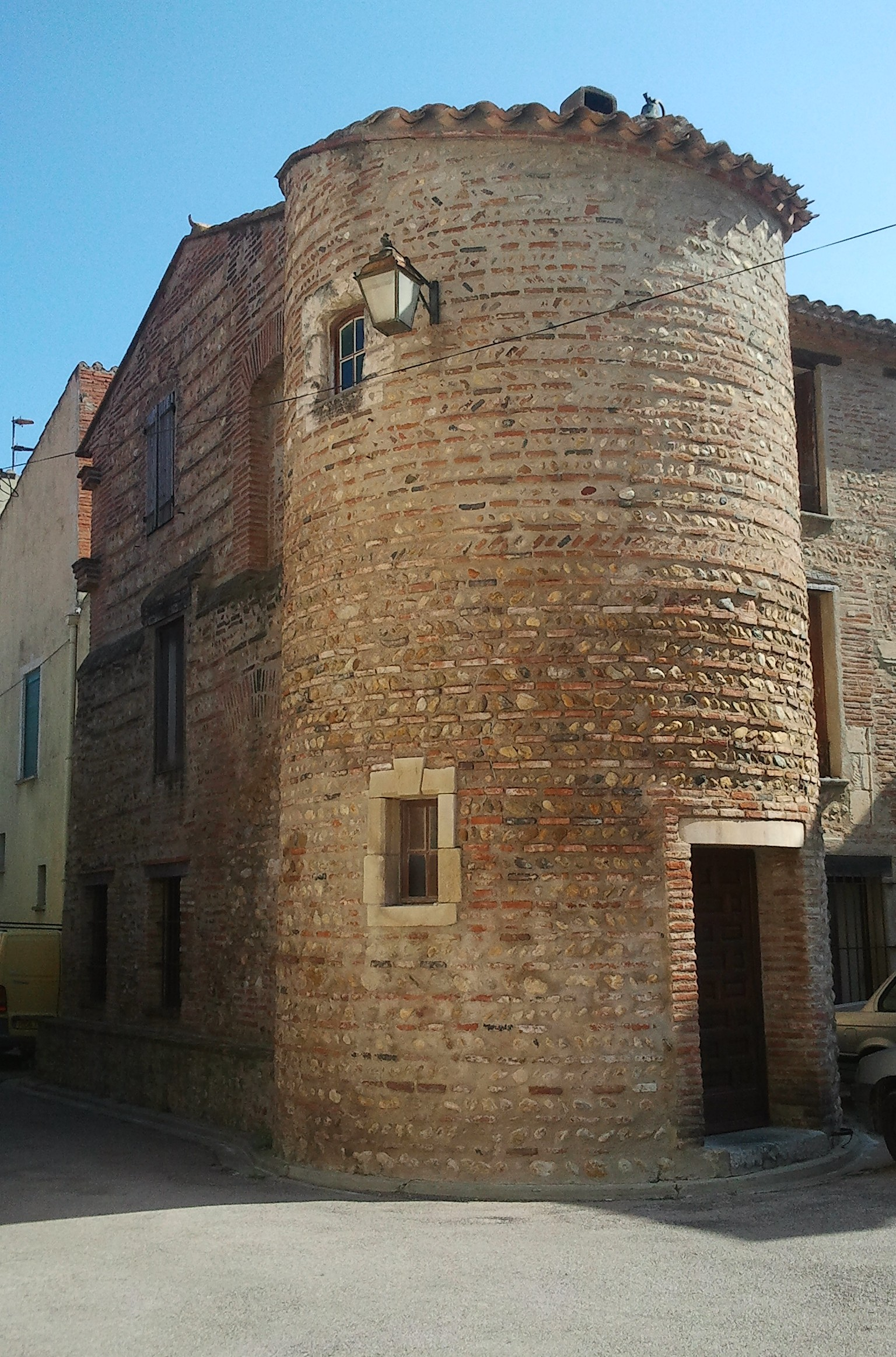
Torre de l'antic recinte fortificat

El poble s'inicià a l'entorn de l'església parroquial de Sant Esteve de Bompàs (situada a la zona sud-est de la cellera, no en el lloc on es troba l'actual) i del quasi desaparegut Castell de Malpàs, del qual queden poques restes; entorn seu s'organitzà el poble vell, en forma de cellera, que incloïa el cementiri vell, davant de l'església. Aquest nucli primigeni té una forma rectangular, amb carrerons estrets en el seu interior. Era fortificat, i en el seu punt més alt es dreçava el castell, ara desaparegut. Bompàs -Malpàs, encara- és esmentada en diversos documents com un conjunt fortificat i amb castell a l'entorn de l'església i del seu cementiri. Uns primers eixamplaments del nucli vell es van donar ja abans del segle XV: el mot barri apareix diverses vegades, a la part forana del fossar.
Entorn d'aquest nucli vell s'estengueren, ja des del segle xix, els barris d'eixamplament del poble, com Mas Pams. Encara, des dels anys 70 del segle xx, s'anaren construint nous barris en forma d'urbanització, que ocupen la major part del nucli actual del poble. Aquests barris nous s'han desenvolupat principalment al costat sud de la Bassa, a migdia del nucli antic. Les darreres zones de creixement urbà són les anomenades ZAC (Zones d'Aménagement Concerté: Zones de desenvolupament concertat). N'hi ha dues: la de la Granja i la del Camp d'en Barrer.
Al límit oriental del nucli urbà hi havia el Pont de les Palanques.

### Canomals

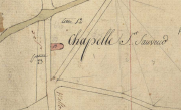
Canomals en el Cadastre napoleònic del 1812 (ADPO)

El lloc de Canomals, avui dia quasi del tot desaparegut, havia estat un poble en forma de cellera, al voltant de l'església parroquial de Sant Salvador de Canomals. Està situat a llevant de Bompàs, a mig camí de Torrelles. Al segle xiii ja era un lloc desaparegut; els cistercencs demanaren permís per a fer-hi una població nova, que no s'arribà a dreçar mai. Tanmateix, hi subsistí l'església i un monestir, fins èpoques modernes: encara apareix en el Cadastre napoleònic del 1812. Després continuà el poblament, però ja en forma d'explotació agrícola, de mas.

### Els masos del terme
El terme de Bompàs, amb una superfície reduïda, conserva alguns masos, però la llista no és gaire llarga: la Granja, o Mas de la Granja, Mas Boer, Mas Gafard, Mas Jofre, Mas Sant Salvador (l'antic poblat de Canomals) i Mas Pastor.

### Els cursos d'aigua
L'únic riu que toca el terme de Bompàs és el Tet, que conforma un tros del límit meridional de la comuna. La resta de cursos d'aigua que solquen el terme són recs de drenatge o d'irrigació, com ara l'Agulla de la Bassa, o Rec de Torrelles, o, simplement, la Bassa, l'Agulla de l'Auca, el Rec del Molí, o Rec del Viver Gros, antigament Rec dels Molins, i el Rec de Vilallonga.

### El terme comunal
El terme de Bompàs conserva un bon nombre de topònims encara vius, però tal vegada són més els noms antics, desapareguts avui dia, i només conservats en la memòria dels més vells del poble. Entre els topònims vius es troben l'Agramenassa, el Camí de Clairà, el Camí de la Granja, el Camí de Perpinyà, el Camí de Pià, el Camí de Sant Llorenç, la Canyissa, Casa Gran, Choisy-le-Job, o Mas Pams, la Dolçolla, els Formigons, abans Camí de Formigueres, la Granja, o Mas de la Granja, la Martina, Mas Gafard, Mas Pator, les Montinyes, el Noguer, les Pelades, Pont de les Palanques, la Roca Negada i Sant Salvador. D'altra banda, els ja desapareguts són l'Aspre del Tixeire, l'Aspre d'en Just, l'Aspre d'en Sacó, l'Aspre Gros, la Bassa, el Camí de Torrelles (dues partides diferents d'aquest nom), el Camí de Vilallonga (dues partides diferents d'aquest nom), Darrer l'Hort d'en Corretgera, Darrer l'Hort d'en Vidal, Dellà el Rec, la Figuerassa, la Figuereta, Gorg d'en Bouer, o de Bouers, Gorg d'en Padern, el Joncàs, el Jonc del Riu, la Millera, les Moreres, Pas de la Vella, el Passejador, la Pedra Dreta, Picapoll, Prop el Lloc, Prop el Mas, Prop la Casa, Rec de la Bassa, Rec del Molí, Santa Caterina i la Solsora.
Un bon nombre d'aquests topònims fan referència directa a camps de conreu, prats, vinyes, etcètera: els Aiguals, antigament Camps dels Aiguals, Camp de Casa, abans Camp de Cases, Camp de la Mata, abans Camp del Mater, Camp dels Pinyers, abans del Pinyer, Camp d'en Barrera, Camps Aiguals, la Closa Petita, la Colomina, o la Colomina del Mas de la Granja, abans Colomina d'en Gibert, la Colomina del Pomer, la Colomina de Saina, la Colomina del Salze, abans, de l'Arbre, la Colomina de Serra, la Colomineta, les Mananges, abans les Bananges, o Camp de les Bananges, les Palanques, abans Camp de les Palanques, les Vinyes i les Vuit Aiminades. També n'hi ha molts de ja caiguts en desús, com el Benefici, o Camp del Benefici, Camp Aldai, Camp Darrere el Lloc, Camp de Cavaller, Camp de la Cura, Camp de la Bassa, Camp de la Creu, Camp de la Granja, Camp de la Llongaina, Camp de la Mare, Camp de la Quadró, Camp de la Vella, Camp del Colobrer, Camp de l'Era, Camp de les Amoreres, Camp de les Colibres, Camp de les Figueres, Camp de les Monges, Camp del Gorg d'en Padern, Camp de l'Hort, Camp del Manal, Camp del Noguer, Camp de l'Oliu, Camp de l'Oms, Camp del Potiner, Camp del Prat (tres de diferents), Camp del Riu (dos), Camp dels Bucs, Camp dels Capellans, Camp dels Cotius, Camp dels Desemparats, Camp dels Pobres, Camp dels Pomers, Camp del Tamariu, Camp de Masarel, Camp d'en Baldures, Camp d'en Barber, Camp d'en Bissiera, Camp d'en Botes, Camp d'en Capot, Camp d'en Cerdà, Camp d'en Cirac, Camp d'en Domena, Camp d'en d'Oms, Camp d'en Jonqueres, Camp d'en Moret, Camp d'en Nogueres, Camp d'en Pagès, Camp d'en Reart (dos), Camp d'en Ribes, Camp d'en Rius, Camp d'en Sentmenat, Camp d'en Serra, Camp d'en Vermell, Camp de Rafel, Camp de Vilallonga, Camp Sentpere, la Closa Petita (diferent del topònim conservat), la Colomina de Bompàs (dues de diferents), la Colomina de Cavaller, la Colomina de l'Aspre, la Colomina de Lazerme, la Colomina del Bord, o d'en Gafard, la Colomina de l'Era, la Colomina d'en Cossana, la Colomina d'en Vernet, l'Era, l'Era Vella (dues de diferents), l'Hort d'en Bouer, l'Oliveda d'en Portet l'Oliveda d'en Cotell.

#### El Cadastre napoleònic
En el Cadastre napoleònic del 1812, Bompàs apareix dividit en quatre seccions: la A, o dels Horts, en el sector nord-oest del terme, la B, o de la Granja, en el nord-est, la C, al sud-oest, i la D, al sud-est. Cal dir que, com s'esdevé en alguns altres casos, els mapes cadastrals, minuciosos pel que a fa a les parcel·les agràries, no ofereixen més topònims que alguns masos: el Mas Millau i la capella de Sant Salvador de Canomals.

## Transports

### Vies antigues de comunicació
Travessava el terme actual de Bompàs la Via Domitia. El seu pas per Bompàs s'iniciava, procedent de Perpinyà, al gual per on travessava la Tet, per on ara hi ha el Mas Santa Coloma, davant per davant de Castell Rosselló. Era aquest, molt possiblement, el mal pas que donà nom al poble que més endavant canvià el seu nom per l'actual de Bompàs. Un cop dins de Bompàs, s'adreçava al nord per anar a buscar l'antic priorat de Canomals, entre aquest lloc i el Mas Boer, des d'on continuava, sempre en direcció nord, cap a Clairà. Poc abans, en travessar a gual l'Aglí, deixava el terme de Bompàs.

### Carreteres
En el terme de Bompàs es troben fins a 5 carreteres departamentals:
- La D - 1 (El Vernet, Perpinyà - Sant Llorenç de la Salanca) passa per Bompàs procedint de Sant Llorenç de la Salanca (6 km) i Clairà (4 km), al nord-est, i se'n va tot seguit cap al sud-oest, per menar a Pià i a l'Alt Vernet (2,5 km), de Perpinyà. Travessa el terme pel sector nord, entrant-hi pel nord-est i sortint-ne cap a l'oest.
- La D - 12 (Límit del departament, a Vingrau - Santa Maria Platja) connecta Pià amb els pobles de Vingrau (23,3 km) i Ribesaltes (5,3 km), a l'oest, i Bompàs (2,5 km), Vilallonga de la Salanca (7,3 km), Santa Maria la Mar (10,3) i Santa Maria Platja (11,5), a l'est.
- La D - 31 (Perpinyà - Torrelles de la Salanca), uneix Torrelles de la Salanca amb el cap i casal de la Catalunya Nord passant per Bompàs. Aquest poble és a 6 quilòmetres tant de Torrelles com de Perpinyà.
- la D - 41 (Sant Hipòlit de la Salanca - Perpinyà), al sector meridional del terme, que enllaça els dos pobles esmentats, Clairà i Bompàs, tot i que pràcticament en tot el tram al sud de Clairà, la D - 41 queda pràcticament sempre fusionada a la D - 1. Al sud-oest de Bompàs reapareix en un breu tram entre l'Avinguda del Canigó de Bompàs i la carretera de Torrelles (D - 31).

### Transport públic
Bompàs està servit per les línies 9 i 15 del servei d'autobusos de la Companyia de Transports Perpinyà Mediterrani. La línia 9 enllaça Perpinyà, a l'extrem de la zona sud, amb Santa Maria Platja, passant per Bompàs, Vilallonga de la Salanca i Santa Maria la Mar. Ofereix 18 serveis diaris de dilluns a dissabte en direcció a Perpinyà i 19 en direcció a Santa Maria Platja, i 4 diaris cada diumenge i dia festiu, que només es fa si hi ha sol·licitud de prestació prèvia per telèfon. Fins al centre de Perpinyà hi ha 25 minuts, i una hora fins al final de la línia; en l'altra direcció, 5 minuts fins a Vilallonga de la Salanca, 10 fins a Santa Maria la Mar i 20 fins a Santa Maria Platja.
La línia 15 va de Cànoes a Torrelles Platja, passant per Toluges, Perpinyà, Bompàs i Torrelles. Ofereix 25 serveis diaris en direcció a Cànoes, i 23 cap a Torrelles Platja, de dilluns a divendres; cada dissabte i durant les vacances escolars els serveis es redueixen en dos i tres, respectivament, i el diumenge i dies de festa només hi ha 5 serveis en cada direcció. Fins a Perpinyà hi ha un quart d'hora, 40 minuts fins a Toluges, i tres quarts d'hora fins a Cànoes; en l'altra direcció, que només es fa els diumenges si hi ha sol·licitud de prestació prèvia per telèfon, hi ha 10 minuts fins a Torrelles i 20 fins a Torrelles Platja.

### Camins
Com a totes les comunes rosselloneses, alguns antics camins s'han convertit en carreteres asfaltades: Ruta del Vernet, Ruta de Perpinyà, Ruta de Perpinyà a Torrelles (abans, Camí), Ruta de Torrelles i Ruta de Vilallonga. Hi ha alguns camins que serveixen d'enllaç amb els pobles veïns: Camí de Carlemany (l'antiga Via Domitia), o Camí de la Colomineta, Camí de Castell Rosselló, en part desaparegut, Camí de Clairà, Camí de la Saina, abans de Sant Llorenç, Camí de Perpinyà, Camí de Pià, Camí de Pià a Vilallonga, Camí Vell de Clairà, Camí Vell de Pià, Camí de Vilallonga (en part desaparegut), Camí de Vilallonga i la Travessa de Torrelles, abans Camí de Torrelles.
D'altres camins són interns de la comuna de Bompàs: Camí de Lamans, Camí de la Martina, Camí del Mas de la Granja, o del Mas Millau, Camí del Mas Tallant, Camí del Pas d'en Polit (també desaparegut en part), el Camí Fondo.

## Història

### Edat Antiga
El 1910 fou trobada en terme de Bompàs una moneda de bronze del primer segle abans de la nostra era. Ara bé, per la diferent metodologia emprada en aquells anys en el camp de les troballes arqueològiques, s'ha perdut del tot el context territorial on va ser trobada; només consta que fou a Bompàs. És una moneda amb un rostre masculí cofat amb un capell rodó mirant a la dreta, i la inscripció, transcrita del grec, LONGOST / LETON. Es tracta d'un hipotètic poble, els longostalets, situat als entorns de l'actual Besiers. D'altres monedes de diversos metalls, encara, foren trobades en terme de Bompàs, sense que hagi quedat constància del lloc exacte de la troballa; entre elles, una de gran, de bronze, d'època preromana de la regió de Narbona.

### Edat mitjana
Una donació de la filla del comte d'Empúries a Raül, germà del comte de Conflent, datada el 876, esmenta l'església de Sant Esteve i, al costat seu, la villa de Covengos. Segons Cazes es tractaria del poble de Malpàs, després Bompàs, però no n'hi ha la certitud.
La villa de Malpas està documentada els anys 1153 i 1160, lligada amb el pas a gual del Tet entre aquest poble i Castellrosselló. El 1268 ja apareix documentat com a Bonopassu, probablement motivada pels seus mateixos habitants buscant una forma més agradable d'anomenar la població.
A mitjan segle xii la senyoria del lloc era en mans d'una família cognominada Malpàs, feudatari dels comtes de Rosselló. El 1172 el comte Girard II llegà en testament Malpàs a l'Orde del Temple, del qual passà, per dissolució de l'orde templer, als hospitalers de l'Orde de Sant Joan de Jerusalem, que en conservaren el senyoriu fins a la fi de l'Antic Règim. Els comanadors documentats en el període medieval són Hug de Pau, comanador de Bajoles, el 1440, i posteriorment fou infeudada pels hospitalers a diverses famílies rosselloneses, com els Batlle, a mitjan segle xv.
En els entorns de Canomals han estat trobades diferents restes medievals, citades en l'article d'aquell antic lloc i priorat.

### Edat Moderna
Des de finals del segle xv fins a primeries del segle següent, foren els Bearn qui es beneficiaren d'aquest feu, i posteriorment, de finals del segle xvi fins a la Revolució Francesa fou el comanador d'Orla, de l'Orde de Malta qui en tingué la possessió.

## Activitats econòmiques
L'agricultura continua essent la base de l'economia de Bompàs, malgrat la crisi que sofrí aquest sector amb el procés d'adaptació al Mercat Comú, abans del 1980, i que, anys més tard, es perdé per al sector primari tota la zona urbanitzada dels entorns del poble i del sud-oest del terme, al límit amb Perpinyà.
Més de la meitat d'hectàrees conreades del poble són de regadiu, per l'abundor d'aigua. La meitat dels conreus existents és d'hortalisses: escaroles, hortalisses primerenques, espàrrecs, carxofes, enciams, tomàquets, julivert, apis, col-i-flors i pastanagues són el que més donen aquestes terres d'horta. També hi ha fruiters, com albercoquers, pereres i pomeres.
A la zona de secà predomina la vinya, que ocupa un terç de la superfície conreada de tot el municipi; poc més d'una quarta part, per a vins de denominació d'origen, la resta per a vins comuns. Hi ha una cooperativa agrícola fundada el 1907, amb un celler cooperatiu del mateix any apte per a 30.000 hectòlitres. És el primer en capacitat de la Catalunya Nord. Hi ha també alguns caps de bestiar oví, tot i que és una activitat menor, dins del sector primari, en aquest poble.
La presència de la indústria està sobretot representada per fàbriques d'embalatges per a la fruita i una empresa d'instal·lacions elèctriques, però al llarg dels primers anys del segle xxi s'ha desenvolupat bastant el sector terciari. El comerç també ha anat en augment pel fet que Bompàs és a la perifèria de Perpinyà i pel creixement del poble mateix.

## Demografia

### Demografia antiga
La població està expressada en nombre de focs (f) o d'habitants (h).
| 13 f | 21 f | 24 f | 16 f | 32 f | 20 f | 58 f | 65 f | 105 f | 350 h | 65 f | 118 f | 336 h |

Font: Pélissier 1986

### Demografia contemporània
| Evolució de la població |      |      |      |      |      |      |       |       |
| 1793                    | 1800 | 1806 | 1821 | 1831 | 1836 | 1841 | 1846  | 1851  |
| 625                     | 613  | 700  | 773  | 856  | 956  | 975  | 1.049 | 1.059 |

| 1856  | 1861  | 1866  | 1872  | 1876  | 1881  | 1886  | 1891  | 1896  |
| ----- | ----- | ----- | ----- | ----- | ----- | ----- | ----- | ----- |
| 1.031 | 1.087 | 1.160 | 1.155 | 1.121 | 1.180 | 1.352 | 1.271 | 1.309 |

| 1901  | 1906  | 1911  | 1921  | 1926  | 1931  | 1936  | 1946  | 1954  |
| ----- | ----- | ----- | ----- | ----- | ----- | ----- | ----- | ----- |
| 1.325 | 1.258 | 1.301 | 1.309 | 1.199 | 1.336 | 1.326 | 1.204 | 1.348 |

| 1962  | 1968  | 1975  | 1982  | 1990  | 1999  | 2006  | 2008  | 2012  |
| ----- | ----- | ----- | ----- | ----- | ----- | ----- | ----- | ----- |
| 1.474 | 1.693 | 1.951 | 4.670 | 6.323 | 6.944 | 7.125 | 7.172 | 7.129 |

| 2013  | - | - | - | - | - | - | - | - |
| ----- | - | - | - | - | - | - | - | - |
| 7.061 | - | - | - | - | - | - | - | - |

Fonts: Ldh/EHESS/Cassini fins al 1999, després INSEE a partir deL 2004

### Evolució de la població

Població 1962-2008

## Administració i política

### Els batlles[17]
| Període                  | Nom                   | Opció política | Comentaris |
| ------------------------ | --------------------- | -------------- | ---------- |
| ? - 1815                 | Honoré Polit          |                |            |
| 1815 - ?                 | Jacques Reyner        |                |            |
|                          |                       |                |            |
| 1900 - 1906              | Louis Cazalens        |                |            |
| 1906 - 1908              | Thomas Batlle-Foxonet |                |            |
| 1908 - 1912              | Joseph Batlle         |                |            |
| 1912 - 1935              | Lucien Reynès         |                |            |
| 1935 - 1944              | Jean Polit            |                |            |
| 1944 - 1945              | Edmond Torreilles     |                |            |
| 1945 - 1971              | David Vidal           |                |            |
| 1971 - 1989              | Gabriel Solà          | UDF            |            |
| 1989 - 1995              | Yves Mir              | RPR            |            |
| 1995 - 26.01.2020 (mort) | Jean Paul Batlle      | DVD            |            |
| 2020 - Moment actual     | Laurence Ausina       | DVD            |            |

### Legislatura 2014 - 2020

#### Batlle
- Jean-Paul Batlle

#### Adjunts al batlle[19]
- 1r: Serge Fernandez. Conseller delegat en el Pol de cohesió social. Joventut, acolliment de lleure sense allotjament, Punt d'acolliment solidari, Allotjament social, CLSPD, Seguretat (Policia municipal), Consells de barri i Delegats de barris
- 2n: Monique Morell. Consellera delegada d'Afers escolars i comunicació. Grues escolars i Consells de Classes, Restauració escolar. Centre de lleure associat a l'escola, Comunicació i relacions amb els mitjans de comunicació, Ensenyament del català
- 3r: Jacques Pomarede. Conseller delegat d'Urbanisme. Plan Local d'Urbanisme, Treballs nous, Energia renovable, Consultes i ofertes d'obres, Circulació i pistes ciclables, Desenvolupament econòmic, SYDEL (delegat adjunt)
- 4t: Brigitte Lessieur. Consellera delegada d'Administració, Finances i Vida associativa. Finances Comunals,[20] personal i lligam administratiu, Seguretat a la carretera, Netedat del poble, Relacions amb les associacions que no són culturals ni de caritat
- 5è: Jean-Louis Magnac. Conseller delegat d'Animacions i Festes. Animacions estivals i hivernals, Festes dels barris, Comerç i Artesanat, Agricultura, Entorn (SAFER)
- 6è: Laurence Ausina. Consellera delegada d'Infància i Desenvolupament cultural. Consell municipal dels nens, Llar d'infants, Escola Bressol, RAM, Escola de música, Biblioteca, Manifestacions culturals i associacions culturals, Cultura i Patrimoni
- 7è: Louis Pujol. Cerimònies commemoratives, Gestió dels equipaments i dels espais públics, Persones grans
- 8è: Dominique Teixidor. Consellera delegada d'Acció social. Solidaritat i salut, Ajut social, Rebost solidari, Ajuts a casa, Jardins Familiars, Relacions amb les associacions caritatives

#### Consellers municipals
- Marie-Thérèse Conte. Comunicació, Persones grans
- Fernand Guy. Rebost Solidari, Operació "estimo el meu gos, estimo el meu poble"
- Gabriel Bieules. Energies renovables, Desenvolupament durable, Representació a la comissió PMCA
- Maryvonne Guislain. Festivitats, Persones Grans
- Alain Fabre. Veïns vigilants, Transports en comú, Pistes ciclables, Videovigilància
- Roger Camo. Trampolí per a la feina, Cementiris
- Bernard Constans. Jardins familiars, Restaurants municipals, Restaurant camperol, Parc dels sports i del lleure, espai del Delfinat, Representació a la comissió PMCA
- Didier Male. Esdeveniments culturals i esportius, Sales (pavelló d'esports, dojo, gimnàs, espais associatius), Terrrnys de joc (estadis, tir amb arc, bolòdroms, tennis), Representació a la comissió PMCA
- Anne-Isabelle Maillol. Festivitats, Rebost solidari, Representació a la comissió PMCA
- Caroline Langlais. Ajudes a la llar, Escola Bressol, Llar d'Infants, Persones grans
- Nadjia Tahir. Delegats de barris, CLSPD, Punt d'Acull de Solidaritat
- Marina Heredia. Festivitats, Punt d'Informació Juvenil
- Maëwa Sacquet. Acolliment de lleure sense allotjament, Consell Municipal dels Nens
- André Turrent. Conseller municipal a l'oposició
- Jean Sol. Conseller municipal a l'oposició
- Gilles Guillaume. Conseller municipal a l'oposició
- Carmen Aranega. Consellera municipal a l'oposició
- Aude Poirier. Consellera municipal a l'oposició
- Irina Kortanek. Consellera municipal a l'oposició.

### Adscripció cantonal
Amb motiu de les eleccions departamentals del 2015, Bompas ha estat inclòs en el nou aplegament de Perpinyà 2, cantó número 7, format per Bompàs, Santa Maria la Mar, Vilallonga de la Salanca i els districtes del nord-est de Perpinyà. Els consellers departamentals triats en aquesta elecció per aquest cantó han estat Joëlle Anglade, de l'UMP, adjunt al batlle de barri del sector de Perpinyà Est, i Jean Sol, de l'UMP, conseller municipal de Bompàs.

### Tendències polítiques
A Bompàs, acostumen a treure més bons resultats els partits de dreta; així, formacions com ara la UMP o el Front Nacional hi acostumen a superar la mitjana francesa. El millor resultat obtingut per l'esquerra als darrers anys fou el 45% a les eleccions regionals del 2004.

## Persones il·lustres
- Étienne Bobo (Bompàs, 17 de març del 1920 - Beaucoudray (Manche), 15 de juny del 1944) va ser un resistent francès mort afusellat pels alemanys.
- Edouard Chauvenet (1881-?), investigador i catedràtic de química.
- Lluís Just (Perpinyà, 9 de juliol del 1789 - Bompàs, 5 de novembre del 1875), escriptor i hisendat.

## Llocs d'interès
- Església parroquial de Sant Esteve de Bompàs
- Sant Salvador de Canomals, masia a l'indret on hi havia hagut el poble medieval de Canomals